# Clément Bénech
Pour les articles homonymes, voir Bénech.
Clément Bénech, né le 28 avril 1991 à Paris, est un écrivain et journaliste français.
Entré dans la vie littéraire en 2013, il collabore également à plusieurs revues.

## Biographie

### Famille et jeunesse
Clément Bénech est le neveu à la mode de Bretagne du paysagiste Louis Benech,.
Il apprend à lire avec sa grand-mère alors qu'il est en maternelle. Ses premières lectures sont Patrick Modiano (Dans le café de la jeunesse perdue) et Oscar Wilde, puis Marcel Proust, Éric Chevillard et Jean-Philippe Toussaint. En 2015, il dit également affectionner Emmanuelle Pireyre, François Matton ou Frédéric Verger. Il écrit par ailleurs, à l'adolescence, trois romans non publiés.

### Formation
Après ses années au lycée Fénelon Sainte-Marie, il suit une classe préparatoire HEC et Sciences Po,. Il suit également des études germaniques avant de les abandonner. Il obtient ensuite une licence de lettres modernes, avant de passer six mois à Berlin dans le cadre du programme Erasmus, puis d'intégrer brièvement l'Institut de journalisme Bordeaux Aquitaine (IJBA). Il effectue un stage à Bayard Presse en 2012 et à Albin Michel jeunesse en 2015. De 2013 à 2015, il suit un master recherche en études littéraires à l'université Bordeaux-Montaigne au cours duquel il rédige un mémoire sur Édouard Levé. En 2015-2016, il intègre un master 2 édition à l'université Paris-Sorbonne.

### Carrière littéraire
Son premier roman, L'Été slovène, est l'histoire d'un amour, un « ljubezen », entre deux amants qui, pour contrer l'extinction du feu de leur amour, décident d'aller passer ensemble un été en Slovénie. Sur le chemin, ils rencontrent de nombreuses embûches,,,,,,,,.
Jean-Baptiste Gendarme le classe au rang des « rares élus [qui] réussissent l'exploit d'entrer en littérature avant 22 ans ». Le livre est en lice pour plusieurs prix littéraires. Le 4 avril 2013, il fait partie des 30 ouvrages de fiction présélectionnés par le jury du prix Orange du livre présidé par Erik Orsenna. Celui-ci couronne finalement Émilie Frèche. En octobre 2013, le magazine Télérama le classe parmi les dix écrivains à suivre sur Twitter.
Il a pour projet la co-écriture, avec Éléonore Wismes, d'un film, L'homme de lettre ; Marie Guillard en est l'une des actrices.
En 2014, il fait partie, avec Nicolas Lebeau et Denis Grozdanovitch, du jury du prix EDHEC littérature.[pertinence contestée]
Lève-toi et charme, son second ouvrage, sort en mars 2015 ; il narre l'histoire d'« un étudiant [qui] s'exile à Berlin pour finir sa thèse ». Là, il rencontre la fantasque Dora, qu'il séduit, gardant toutefois des scrupules en pensant à sa petite amie Annabelle,,,,,,,. Il affirme s'être inspiré, pour cette œuvre, de Najda d'André Breton.
Le 21 avril 2015, Laurent Gerra, dans une chronique sur RTL, moque son inclination pour le rappeur Booba exprimée dans un article paru dans Libération,. Il dit par la suite avoir été « gravement heurté » par les insinuations de l'humoriste au sujet de l'attentat contre Charlie Hebdo. Le 28 avril 2015, pour son anniversaire, Ina Mihalache lui consacre un épisode de sa série Solange te parle, intitulé « Je suis avec un garçon ».

### Activité de chroniqueur
Il commence en tenant une rubrique, nommée « carte blanche », sur Zone critique, revue littéraire en ligne, avant de publier régulièrement dans Décapage.
Il tient une chronique sur Vents contraires, la revue du théâtre du Rond-Point,. Il collabore à La Cause littéraire et à Libération.

## Œuvres
- Clément Bénech, L'Été slovène : roman, Paris, Flammarion, 2013 (réimpr. 2015), 126 p. (ISBN 978-2-08-130030-9, OCLC 847563696, BNF 43577410, présentation en ligne)Traduit en slovène.
- Clément Bénech (ill. Clément Bénech), Lève-toi et charme : roman, Paris, Flammarion, 2015, 174 p. (ISBN 978-2-08-134818-9, OCLC 907222793, BNF 44296509, présentation en ligne)
- Un amour d’espion, Paris, Éditions Flammarion, 2017, 276 p.  (ISBN 978-2-08-139326-4)
- Une essentielle fragilité, Plein Jour, 2019, 174 p.
- Un vrai dépaysement, Flammarion, 2023.

Préface
- Mathilde Ramadier (préf. Clément Bénech, ill. Alberto Madrigal), Berlin 2.0, Paris, Futuropolis, 2016, 91 p. (ISBN 978-2-7548-1146-0, BNF 44523925, présentation en ligne)

Traduction
- Tom Seidmann-Freud (de) (trad. de l'allemand par Clément Bénech), Le Voyage en poisson [« Die Fischreise »], Paris, Bibliothèque nationale de France (BnF)-Albin Michel jeunesse, 2016, 36 p. (ISBN 978-2-226-32532-7, BNF 45009118)
- Paulina et moi, de Hans Limmer et David Crossley, traduit de l'allemand par Clément Benech, 2023, 56 p., Éditions La Partie  (ISBN 9782492768583).

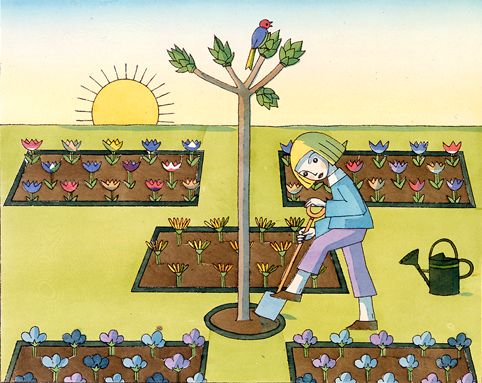
Illustration de la première édition du Voyage en poisson (1923).